# Coracina fimbriata
Coracina fimbriata е вид птица от семейство Campephagidae.

## Разпространение
Видът е разпространен в Бруней, Индонезия, Малайзия, Мианмар, Сингапур и Тайланд.